# Artilleriewerk La Braye

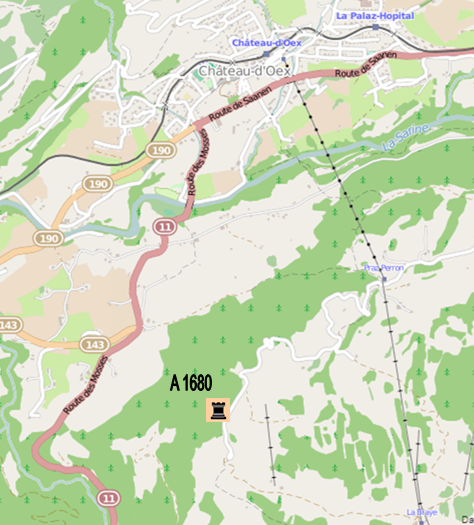
Artilleriewerk La Braye, Château-d’Oex VD

Das Artilleriewerk La Braye (Armeebezeichnung «Muguet 1.2.3» A 1680) der Schweizer Armee befindet sich auf dem Gebiet der Gemeinde Château-d’Oex im  Bezirk Riviera-Pays-d’Enhaut im Kanton Waadt. Es liegt südlich oberhalb von Château-d’Oex und am südlichen Ende der Felswand des La Sarouche auf rund 1500 m.
Es war im Juni 1944 schussbereit und wurde im Januar 1945 der Truppe übergeben. 2009 wurde das Werk ausgeräumt.

## Geschichte
Den Anstoss zum Bau des Werks gab die von General Guisan befohlene neue Armeestellung im Reduit (Operationsbefehle Nr. 11, 12, 13).
Die Bauzeit dauerte sehr lange, obwohl es seit Sommer 1940 zum Einsatzraum der 1. Division gehörte und die Kredite grösstenteils bereits 1941 zur Verfügung standen. Das Kommando des 1. Armeekorps hatte dem Festungsbau offenbar weniger Priorität eingeräumt und die unterstellten Heereseinheiten nicht zur Eile angetrieben. Die Kosten des Artilleriewerks beliefen sich auf rund 1'400'000 Franken.
Als einziges Werk der Festungsabteilung 8 konnte hier in den 1980er-Jahren mit den Festungskanonen geschossen werden, weil bei anderen Werken aufgrund der Sicherheitsvorschriften keine Zielgebiete mehr zur Verfügung standen. La Braye wurde für Übungen im Festungsschiessen von den Festungskompanien I/8 und III/8 benutzt.
Zu Beginn lag die Anlage im Einsatzraum der Festungsbrigade 10 (Wallis/Waadt) der 1. Division. Ab 1947 war sie dem Festungsregiment 21 der Reduitbrigade 21 unterstellt und durch die Festungskompanie II/8 betrieben. Zuletzt war sie wieder bei der Festungsbrigade 10.

## Bewaffnung
La Braye wurde anfangs mit acht 10,5-cm-Feldkanonen 35 L 42 (Baujahr 1941, Eidgenössische Konstruktionswerkstätte in Thun) auf Feldlafetten ausgerüstet, die von der Schweren Motorkanonenabteilung der Division gestellt werden musste, weil für eine permanente Ausrüstung nicht genügend 10,5 cm Kanonen verfügbar waren. Man wollte später mit permanenten Waffen nachrüsten, damit die Schwere Motorkanonenabteilung wieder unabhängig würde.
Die Feldartillerieabteilung stand vor einer heiklen Situation, weil die mobilen Kanonen im Festungswerk blockiert waren. Hätte die Division das Reduit verlassen müssen, hätte sie entweder die benötigten Waffen mitnehmen können, wären sie im Reduit nicht mehr zur Verfügung gestanden oder sie hätte mit unvollständigen Waffenbeständen ins Feld ziehen müssen.
Bis in die 1980er-Jahre verfügte das Werk über eine Mischbewaffnung aus vier fest eingebauten Geschützen auf Hebellafetten und vier mobilen Kanonen auf Feldlafetten. Später wurden die vier mobilen Geschütze entfernt und Anfang der 1990er-Jahre wieder (Batterie Schmid und Pellaton) eingebaut, um damit – unter besonderen Schutzbestimmungen für die Mannschaft – schiessen zu können.

## Infrastruktur
Das Werk war ein Kasemattwerk und wurde vom Baubüro der 1. Division für zwei Artilleriebatterien (je 4 Kanonen) auf drei Geschossen gebaut. Der Zugang erfolgte beim Punkt 576 200 / 144 650 auf 1503 m nördlich des Punktes 1511 Sur le Grin. Der Werkname ist vom Flurnamen Sur le Grin, La Braye abgeleitet worden.
Im obersten Geschoss waren die Geschützstände und Munitionskavernen in den beiden unteren Mannschaftsunterkünfte und Toilettenanlagen:
- zwei Zugänge
- acht Geschützstände
- vier Munitionskavernen
- Maschinenraum
- Unterkunft
- Trinkwasserreservoir
- Ventilation und Filter
- Telefoninstallation ohne Verbindung zu den Aussenbeobachtungsposten, keine Telefonzentrale

## Heute
Die Gemeinde Château-d’Oex hatte im Juni 2011 beabsichtigt, das im September 2009 geräumte Artilleriewerk für 200'000 Franken zu erwerben, um es als Lager für eine Feuerwerkfirma und zur touristischen Nutzung verwenden zu können. Im Juni 2016 wurde das Werk samt «Chalet» von der Armasuisse für 200'000 Franken zum Verkauf angeboten.
Die vier Anfang der 1990er-Jahre wieder eingebauten mobilen Geschütze sind gemäss dem Verein Schweizer Armeemuseum (VSAM) die letzten noch aufgefundenen und verbliebenen Geschütze in der Originalkonfiguration der Beschaffung. Die vier Kanonen wurden um 2001 im Werk zerlegt, damit man sie aus dem engen Geschützstand entfernen konnte, und ausserhalb wieder zusammengebaut. Sie sind heute im Besitz des Vereins Schweizer Armeemuseum (VSAM) in Thun, wo sie zum Grundstock der geplanten Sammlung des historischen Armeematerials in allen Versionen des Originalzustandes gehören.